# Rugosospora
Rugosospora is een geslacht van schimmels uit de familie van de Agaricaceae. De typesoort is Rugosospora ochraceobadia.

## Soorten
Volgens Index Fungorum telt het geslacht twee soorten (peildatum januari 2023):
| Soortnaam                    | Auteur(s)                             | Publicatiejaar |
| ---------------------------- | ------------------------------------- | -------------- |
| Rugosospora ochraceobadia    | (Beeli) Heinem.                       | 1973           |
| Rugosospora pseudorubiginosa | (Cifuentes & Guzmán) Guzmán & Bandala | 1990           |